# Parafia Wniebowzięcia Najświętszej Maryi Panny w Bierzgłowie
Parafia Wniebowzięcia Najświętszej Maryi Panny w Bierzgłowie – polska parafia rzymskokatolicka w Bierzgłowie, należąca do dekanatu Bierzgłowo w diecezji toruńskiej.

## Historia
Parafia w Bierzgłowie powstała w XIII wieku, założona została przez Krzyżaków i należy do najstarszych na ziemi chełmińskiej. W czasach reformacji parafia w Bierzgłowie przeszła w ręce protestantów, a następnie ponownie wróciła we władanie katolików, jednak już jako filia parafii w Łążynie. Dopiero w 1789 roku przez krótki czas była parafią samodzielną, gdzie aż do 1936 roku utraciła ją. W 1936 roku, dekretem biskupa chełmińskiego Wojciecha Okoniewskiego, przekształcona została ponownie w parafię samodzielną. W 1998 roku w kościele parafialnym przebudowano prezbiterium i zmieniono ołtarz soborowy z drewnianego na marmurowy, odrestaurowano ambony, wymieniono posadzkę na marmurową, natomiast w latach 1999–2001 dokonana została konserwacja ołtarza głównego i ołtarzy bocznych.
Obecnie proboszczem parafii jest ksiądz kanonik dr Rajmund Piotr Ponczek.

## Liczebność i zasięg parafii
Parafia liczy 1830 wiernych będących mieszkańcami miejscowości:
- Bierzgłowo,
- Czarne Błoto,
- Łubianka,
- Zamek Bierzgłowski[1].

## Grupy parafialne
- Akcja Katolicka,
- "Caritas",
- Koło Ministrantów,
- Młodzieżowa Grupa Biblijna,
- Żywy Różaniec[1].